# 대한민국의 천연기념물 (제101호 ~ 제200호)
다음은 대한민국 천연기념물의 일람이다. 취소선이 쳐져 있는 것은 천연기념물에서 해제된 것이다.
천연기념물은 동물·식물·지질·광물과 천연보호지역으로 구분된다. 천연기념물로 지정할 수 있는 자연물은 한국 특유의 이름있는 서식지 및 생장지·석회암지대·사구·동굴·건조지·습지·하천·온천·호수·도서, 학술적인 가치가 큰 나무, 원시림, 고산식물지대, 중요한 화석 표본 등이다. 천연보호지역은 보호해야 할 천연기념물이 풍부한 일정 규역을 설정한다. 전라남도 홍도, 강원도 설악산, 제주도 한라산, 그 밖에 대암산·대우산·향로봉 등이 천연보호구역이다
1933년 천연기념물 제도가 시행된 후 총 155가지가 지정되었고, 이를 1962년 재정비하는 과정에서 많은 수가 해제되었다. 2008년 천연기념물 명칭 기준이 바뀌어서 각 천연기념물의 공식 명칭이 크게 변했다.

## 지정 목록

### 제101호 ~ 제200호
| 번호  | 사진 | 명칭 | 소재지             | 관리자 (단체)              | 지정일                                                   | 참조 |
| 101호 |      | 진도 고니류 도래지 (珍島 고니류 渡來地) (Sanctuary of Tundra Swans on Jindo Island) | 전남 진도군        | 전남 진도군                | 1962년 12월 3일 지정                                     |      |
| 102호 |      | 고저앞바다란도바다오리,고양이갈매기,흰눈짜위바다오리,흰수염바다오리번식지 | 강원 강원전역      | .                          | 1962년 12월 3일 지정, 1962년 12월 3일 해제               |      |
| 103호 |      | 보은 속리 정이품송 (報恩 俗離 正二品松) (Songni Jeongipumsong Pine Tree, Boeun) | 충북 보은군        | 보은군수                   | 1962년 12월 3일 지정                                     |      |
| 104호 |      | 보은의백송 (報恩의白松) | 충북 보은군        | 보은군수                   | 1962년 12월 3일 지정, 2005년 8월 19일 해제               |      |
| 105호 |      | 부여의동매 | 충남 부여군        | .                          | 1962년 12월 3일 지정                                     |      |
| 106호 |      | 예산 용궁리 백송 (禮山 龍宮里 백송) (Lacebark Pine of Yonggung-ri, Yesan) | 충남 예산군        | 충남 예산군                | 1962년 12월 3일 지정                                     |      |
| 107호 |      | 진도 쌍계사 상록수림 (珍島 雙溪寺 常綠樹林) (Evergreen Forest of Ssanggyesa Temple, Jindo)                                                                                               | 전남 진도군        | 진도군수                   | 1962년 12월 3일 지정                                     |      |
| 108호 |      | 함평 향교리 느티나무·팽나무·개서어나무 숲 (咸平 鄕校里 느티나무·팽나무·개서어나무 숲) (Forest of Saw-leaf Zelkovas, Japanese Hackberries, and Yeddo Hornbeams in Hyanggyo-ri, Hampyeong) | 전남 함평군        | 함평군수                   | 1962년 12월 3일 지정                                     |      |
| 109호 |      | 서귀포의곰솔 | 제주 남제주군      | .                          | 1962년 12월 3일 지정, 1965년 10월 12일 해제              |      |
| 110호 |      | 함평 기각리 붉가시나무 자생북한지 (咸平 箕閣里 붉가시나무 自生北限地) (Northernmost Population of Japanese Evergreen Oaks in Gigak-ri, Hampyeong)                                        | 전남 함평군        | 함평군수                   | 1962년 12월 3일 지정                                     |      |
| 111호 |      | 진도 상만리 비자나무 (珍島 上萬里 비자나무) (Japanese Torreya of Sangman-ri, Jindo) | 전남 진도군        | 진도군수                   | 1962년 12월 3일 지정                                     |      |
| 112호 |      | 영광 불갑사 참식나무 자생북한지 (靈光 佛甲寺 참식나무 自生北限地) (Northernmost Population of Sericeous Newlitse at Bulgapsa Temple, Yeonggwang)                                         | 전남 영광군        | 영광군수                   | 1962년 12월 3일 지정                                     |      |
| 113호 |      | 소수서원의졸참나무 | 경북 경북전역      | 영주시장                   | 1962년 12월 3일 지정, 1962년 12월 3일 해제               |      |
| 114호 |      | 영양 감천리 측백나무 숲 (英陽 甘川里 측백나무 숲) (Forest of Oriental Arborvitae in Gamcheon-ri, Yeongyang)                                                                              | 경북 영양군        | 영양군수                   | 1962년 12월 3일 지정                                     |      |
| 115호 |      | 경주 독락당 조각자나무 (慶州 獨樂堂 조각자나무) (Chinese Honey at Dongnakdang House, Gyeongju)                                                                                           | 경북 경주시        | 경주시장                   | 1962년 12월 3일 지정                                     |      |
| 116호 |      | 월성외 동면의왕버들 | 경북 경북전역      | 문교부                     | 1962년 12월 3일 지정, 1973년 8월 14일 해제               |      |
| 117호 |      | 청송의향나무 | 경북 청송군        | .                          | 1962년 12월 3일 지정, 1962년 12월 3일 해제               |      |
| 118호 |      | 차일봉북수백천연보호구역 | 기타 전국          | .                          | 1962년 12월 3일 지정, 1962년 12월 3일 해제               |      |
| 119호 |      | 부전고원의부채붓꽃군락 | 기타 전국          | .                          | 1962년 12월 3일 지정, 1962년 12월 3일 해제               |      |
| 120호 |      | 음성의학번식지 | 충북 음성군        | .                          | 1962년 12월 3일 지정, 1962년 12월 3일 해제               |      |
| 121호 |      | 예산삽교의학도래지 | 충남 예산군        | .                          | 1962년 12월 3일 지정, 1973년 8월 14일 해제               |      |
| 122호 |      | 부안 도청리 호랑가시나무군락 (扶安 道淸里 호랑가시나무群落) (Population of Horned Hollies in Docheong-ri, Buan)                                                                          | 전북 부안군        | 부안군수                   | 1962년 12월 3일 지정                                     |      |
| 123호 |      | 부안 격포리 후박나무군락 (扶安 格浦里 후박나무群落) (Population of Machilus in Gyeokpo-ri, Buan)                                                                                         | 전북 부안군        | 부안군수                   | 1962년 12월 3일 지정                                     |      |
| 124호 |      | 부안 중계리 꽝꽝나무군락 (扶安 中溪里 꽝꽝나무群落) (Population of Box-leaved Hollies in Junggye-ri, Buan)                                                                               | 전북 부안군        | 부안군수                   | 1962년 12월 3일 지정                                     |      |
| 125호 |      | 구례원달리의산수유 | 전남 구례군        | .                          | 1962년 12월 3일 지정, 1962년 12월 3일 해제               |      |
| 126호 |      | 울산 귀신고래 회유해면 (蔚山 귀신고래 廻遊海面) (Migration Site of Gray Whales of Ulsan)                                                                                                 | 기타 전국          | 강원도,경상북도,울산광역시 | 1962년 12월 3일 지정                                     |      |
| 127호 |      | 철산책도의저어새,고양이갈매기,흰수염바다오리번식지 | 기타 전국          | .                          | 1962년 12월 3일 지정, 1962년 12월 3일 해제               |      |
| 128호 |      | 풍산견 | 기타 전국          | .                          | 1962년 12월 3일 지정, 1962년 12월 3일 해제               |      |
| 129호 |      | 칠보산개심사의중국율 | 기타 전국          | .                          | 1962년 12월 3일 지정, 1962년 12월 3일 해제               |      |
| 130호 |      | 명천운만대의고려세 | 기타 전국          | .                          | 1962년 12월 3일 지정, 1962년 12월 3일 해제               |      |
| 131호 |      | 대초도의산벚나무 | 기타 전국          | .                          | 1962년 12월 3일 지정, 1962년 12월 3일 해제               |      |
| 132호 |      | 서수라의산벚나무 | 기타 전국          | .                          | 1962년 12월 3일 지정, 1962년 12월 3일 해제               |      |
| 133호 |      | 개성크낙새서식지 | 경기 경기전역      | .                          | 1962년 12월 3일 지정, 1962년 12월 3일 해제               |      |
| 134호 |      | 진천의학번식지 | 충북 진천군        | .                          | 1962년 12월 3일 지정, 1962년 12월 3일 해제               |      |
| 135호 |      | 오골계 | 부산 동래구        | .                          | 1962년 12월 3일 지정 1981년 9월 17일 해제, 보존가치 상실 |      |
| 136호 |      | 보령 외연도 상록수림 (保寧 外煙島 常綠樹林) (Evergreen Forest on Oeyeondo Island, Boryeong)                                                                                              | 충남 보령시        | 보령시장                   | 1962년 12월 3일 지정                                     |      |
| 137호 |      | 안면도의굴거리나무군락 | 충남 서산시        | 서산시장                   | 1962년 12월 3일 지정, 1962년 12월 3일 해제               |      |
| 138호 |      | 태안 안면도 모감주나무군락 (泰安 安眠島 모감주나무群落) (Population of Golden Rain Trees on Anmyeondo Island, Taean)                                                                     | 충남 태안군        | 태안군수                   | 1962년 12월 3일 지정                                     |      |
| 139호 |      | 해안면의갯노가자·소사나무군락 | 기타 전국          | .                          | 1962년 12월 3일 지정, 1962년 12월 3일 해제               |      |
| 140호 |      | 귀성면의떡갈나무 | 기타 전국          | .                          | 1962년 12월 3일 지정, 1962년 12월 3일 해제               |      |
| 141호 |      | 수산면의중국율 | 기타 전국          | .                          | 1962년 12월 3일 지정, 1962년 12월 3일 해제               |      |
| 142호 |      | 참면의들매나무 | 기타 전국          | .                          | 1962년 12월 3일 지정, 1962년 12월 3일 해제               |      |
| 143호 |      | 양산면의나도박달 | 기타 전국          | .                          | 1962년 12월 3일 지정, 1962년 12월 3일 해제               |      |
| 144호 |      | 전천면의잣나무 | 기타 전국          | .                          | 1962년 12월 3일 지정, 1962년 12월 3일 해제               |      |
| 145호 |      | 후창의조릿대군락 | 기타 전국          | .                          | 1962년 12월 3일 지정, 1962년 12월 3일 해제               |      |
| 146호 |      | 칠곡 금무봉 나무고사리화석 산지 (漆谷 錦舞峰 나무고사리化石 産地) (Fossil Site of Petrified Tree Fern on Geummubong Peak, Chilgok)                                                       | 경북 칠곡군        | 경북 칠곡군수              | 1962년 12월 3일 지정                                     |      |
| 147호 |      | 괴산 송덕리 미선나무 자생지 (槐山 松德里 미선나무 自生地) (Natural Habitat of White Forsythias in Songdeok-ri, Goesan)                                                                   | 충북 괴산군        | 괴산군수                   | 1962년 12월 3일 지정                                     |      |
| 148호 |      | 속리의망개나무 | 충북 보은군        | 보은군수                   | 1962년 12월 3일 지정, 1968년 6월 21일 해제               |      |
| 149호 |      | 난읍비자림 | 경남 남해군        | .                          | 1962년 12월 3일 지정, 1971년 9월 8일 해제                |      |
| 150호 |      | 남해 물건리 방조어부림 (南海 勿巾里 防潮魚付林) (Windbreak Forest of Mulgeon-ri, Namhae)                                                                                                 | 경남 남해군        | 남해군수                   | 1962년 12월 3일 지정                                     |      |
| 151호 |      | 강진 백련사 동백나무 숲 (康津 白蓮寺 동백나무 숲) (Forest of Common Camellias at Baengnyeonsa Temple, Gangjin)                                                                           | 전남 강진군        | 강진군수                   | 1962년 12월 3일 지정                                     |      |
| 152호 |      | 남해 화방사 산닥나무 자생지 (南海 花芳寺 산닥나무 自生地) (Natural Habitat of Diplomorpha at Hwabangsa Temple, Namhae)                                                                   | 경남 남해군        | 남해군수                   | 1962년 12월 3일 지정                                     |      |
| 153호 |      | 장성 백양사 비자나무 숲 (長城 白羊寺 비자나무 숲) (Forest of Japanese Torreyas at Baegyangsa Temple, Jangseong)                                                                          | 전남 장성군        | 장성군수                   | 1962년 12월 3일 지정                                     |      |
| 154호 |      | 함양 상림 (咸陽 上林) (Sangnim Forest, Hamyang) | 경남 함양군        | 함양군수                   | 1962년 12월 3일 지정                                     |      |
| 155호 |      | 울진 성류굴 (蔚珍 聖留窟) (Seongnyugul Cave, Uljin) | 경북 울진군        | 경북 울진군수              | 1963년 5월 7일 지정                                      |      |
| 156호 |      | 제주 신례리 왕벚나무 자생지 (濟州 新禮里 왕벚나무 自生地) (Natural Habitat of Yoshino Cherries in Sillye-ri, Jeju)                                                                       | 제주 서귀포시      | 제주특별자치도지사         | 1964년 1월 31일 지정                                     |      |
| 157호 |      | 울진 불영사 굴참나무 (蔚珍 佛影寺 굴참나무) | 경북 울진군        | 울진군                     | 1964년 1월 31일 지정, 1969년 9월 8일 해제                |      |
| 158호 |      | 울진 후정리 향나무 (蔚珍 後亭里 향나무) (Chinese Juniper of Hujeong-ri, Uljin) | 경북 울진군        | 울진군수                   | 1964년 1월 31일 지정                                     |      |
| 159호 |      | 제주 봉개동 왕벚나무 자생지 (濟州 奉蓋洞 왕벚나무 自生地) (Natural Habitat of Yoshino Cherries in Bonggae-dong, Jeju)                                                                    | 제주 제주시        | 제주특별자치도지사         | 1964년 1월 31일 지정                                     |      |
| 160호 |      | 제주 산천단 곰솔 군 (濟州 山川壇 곰솔 群) (Population of Black Pines near Sancheondan Altar, Jeju)                                                                                       | 제주 제주시        | 제주특별자치도지사         | 1964년 1월 31일 지정                                     |      |
| 161호 |      | 제주 성읍리 느티나무 및 팽나무 군 (濟州 城邑里 느티나무 및 팽나무 群) (Population of Saw-leaf Zelkovas and Japanese Hackberries in Seongeup-ri, Jeju)                                    | 제주 서귀포시      | 제주특별자치도지사         | 1964년 1월 31일 지정                                     |      |
| 162호 |      | 제주 도순리 녹나무 자생지 (濟州 道順里 녹나무 自生地) (Natural Habitat of Camphor Trees in Dosun-ri, Jeju)                                                                               | 제주 서귀포시      | 제주특별자치도지사         | 1964년 1월 31일 지정                                     |      |
| 163호 |      | 제주 천지연 담팔수 자생지 (濟州 天池淵 담팔수 自生地) (Natural Habitat of Elaeocarpus at Cheonjiyeon Falls, Jeju)                                                                        | 제주 서귀포시      | 제주특별자치도지사         | 1964년 1월 31일 지정                                     |      |
| 164호 |      | 창원 신방리 음나무 군 (창원 新方里 음나무 群) (Population of Carstor Aralias in Sinbang-ri, Changwon)                                                                                    | 경남 창원시        | 창원시장                   | 1964년 1월 31일 지정                                     |      |
| 165호 |      | 괴산 읍내리 은행나무 (槐山 邑內里 은행나무) (Ginkgo Tree of Eumnae-ri, Goesan) | 충북 괴산군        | 괴산군수                   | 1964년 1월 31일 지정                                     |      |
| 166호 |      | 강릉 장덕리 은행나무 (江陵 長德里 은행나무) (Ginkgo Tree of Jangdeok-ri, Gangneung) | 강원 강릉시        | 강릉시장                   | 1964년 1월 31일 지정                                     |      |
| 167호 |      | 원주 반계리 은행나무 (原州 磻溪里 은행나무) (Ginkgo Tree of Bangye-ri, Wonju) | 강원 원주시        | 원주시장                   | 1964년 1월 31일 지정                                     |      |
| 168호 |      | 부산 양정동 배롱나무 (釜山 楊亭洞 배롱나무) (Crape Myrtle of Yangjeong-dong, Busan) | 부산 부산진구      | 동래정씨문중               | 1965년 4월 1일 지정                                      |      |
| 169호 |      | 서천 마량리 동백나무 숲 (서천 馬梁里 동백나무 숲) (Forest of Common Camellias in Maryang-ri, Seocheon)                                                                                   | 충남 서천군        | 서천군수                   | 1965년 4월 1일 지정                                      |      |
| 170호 |      | 홍도 천연보호구역 (紅島 天然保護區域) (Hongdo Island Natural Reserve) | 전남 신안군        | 신안군수                   | 1965년 4월 7일 지정                                      |      |
| 171호 |      | 설악산 천연보호구역 (雪嶽山 天然保護區域) (Seoraksan Mountain Natural Reserve) | 강원 속초시        | 강원도지사, 신흥사 주지    | 1965년 11월 5일 지정                                     |      |
| 172호 |      | 강진 까막섬 상록수림 (康津 까막섬 常綠樹林) (Evergreen Forest on Kkamakseom Island, Gangjin)                                                                                             | 전남 강진군        | 전남 강진군                | 1966년 1월 13일 지정                                     |      |
| 173호 |      | 해남 대둔산 왕벚나무 자생지 (海南 大屯山 왕벚나무 自生地) (Natural Habitat of Yoshino Cherries in Daedunsan Mountain, Haenam)                                                            | 전남 해남군        | 해남군수                   | 1966년 1월 13일 지정                                     |      |
| 174호 |      | 안동 송사동 소태나무 (安東 松仕洞 소태나무) (Indian Quassiawood of Songsa-dong, Andong)                                                                                                  | 경북 안동시        | 안동시장                   | 1966년 1월 13일 지정                                     |      |
| 175호 |      | 안동 용계리 은행나무 (安東 龍溪里 은행나무) (Ginkgo Tree of Yonggye-ri, Andong) | 경북 안동시        | 안동시장                   | 1966년 1월 13일 지정                                     |      |
| 176호 |      | 부산 범어사 등나무군락 (釜山 梵魚寺 등나무群落) (Population of Wisterias at Beomeosa Temple, Busan)                                                                                      | 부산 금정구        | 부산시 금정구청장          | 1966년 1월 13일 지정                                     |      |
| 177호 |      | 익산 천호동굴 (益山 天壺洞窟) (Cheonhodonggul Cave, Iksan) | 전북 익산시        | 전북 익산시장              | 1966년 2월 28일 지정                                     |      |
| 178호 |      | 삼척 대이리 동굴지대 (三陟 大耳里 洞窟地帶) (Cave Area in Daei-ri, Samcheok) | 강원 삼척시        | 강원 삼척시장              | 1966년 6월 15일 지정                                     |      |
| 179호 |      | 낙동강 하류 철새 도래지 (洛東江 下流 철새 渡來地) (Sanctuary of Migratory Birds at Nakdonggang River Estuary)                                                                            | 부산 사하구 하단동 | 부산광역시                 | 1966년 7월 13일 지정                                     |      |
| 180호 |      | 청도 운문사 처진소나무 (淸道 雲門寺 처진소나무) (Weeping Pine Tree of Unmunsa Temple, Cheongdo)                                                                                          | 경북 청도군        | 청도군수                   | 1966년 8월 25일 지정                                     |      |
| 181호 |      | 하청의 느티나무 (下請의 느티나무) | 경남 거제시        | .                          | 1966년 8월 25일 지정, 1971년 9월 8일 해제                |      |
| 182호 |      | 한라산 천연보호구역 (漢拏山 天然保護區域) (Hallasan Mountain Natural Reserve) | 제주 제주시 일원   | 제주특별자치도지사         | 1966년 10월 12일 지정                                    |      |
| 183호 |      | 고창 중산리 이팝나무 (高敞 中山里 이팝나무) (Retusa Fringe Tree of Jungsan-ri, Gochang)                                                                                                  | 전북 고창군        | 고창군수                   | 1967년 2월 11일 지정                                     |      |
| 184호 |      | 고창 선운사 동백나무 숲 (高敞 禪雲寺 동백나무 숲) (Forest of Common Camellias at Seonunsa Temple, Gochang)                                                                               | 전북 고창군        | 고창군수                   | 1967년 2월 11일 지정                                     |      |
| 185호 |      | 김해 신천리 이팝나무 (金海 新泉里 이팝나무) (Retusa Fringe Tree of Sincheon-ri, Gimhae)                                                                                                  | 경남 김해시        | 김해시장                   | 1967년 7월 11일 지정                                     |      |
| 186호 |      | 양산 석계리의 이팝나무 (梁山 石溪里의 이팝나무) | 경남 양산시        | 양산시                     | 1967년 7월 11일 지정, 2000년 9월 18일 해제               |      |
| 187호 |      | 부산양정동의이팝나무 | 부산 부산진구      | 부산진구청장               | 1967년 7월 11일 지정, 1983년 10월 19일 해제              |      |
| 188호 |      | 익산신작리곰솔 (益山 新鵲里 곰솔) | 전북 익산시        | 익산시                     | 1967년 7월 11일 지정, 2008년 12월 15일 해제              |      |
| 189호 |      | 울릉 성인봉 원시림 (鬱陵 聖人峰 原始林) (Virgin Forest on Seonginbong Peak, Ulleung) | 경북 울릉군        | 울릉군수                   | 1967년 7월 11일 지정                                     |      |
| 190호 |      | 한강의 황쏘가리 (漢江의 황쏘가리) (Golden Mandarin Fish of Hangang River) | 기타 .             | 기타                       | 1967년 7월 11일 지정                                     |      |
| 191호 |      | 제주의 한란 (濟州의 한란) (Smoothlip Cymbidium of Jeju) | 제주 제주시 일원   | 제주특별자치도지사         | 1967년 7월 11일 지정                                     |      |
| 192호 |      | 청송 신기리 느티나무 (靑松 新基里 느티나무) (Saw-leaf Zelkova of Singi-ri, Cheongsong)                                                                                                   | 경북 청송군        | 청송군수                   | 1967년 7월 11일 지정                                     |      |
| 193호 |      | 청송 관리 왕버들 (靑松 官里 왕버들) (Red Leaf Willow of Gwan-ri, Cheongsong) | 경북 청송군        | 청송군수                   | 1968년 3월 4일 지정                                      |      |
| 194호 |      | 창덕궁 향나무 (昌德宮 향나무) (Chinese Juniper of Changdeokgung Palace) | 서울 종로구        | 문화재청장                 | 1968년 3월 4일 지정                                      |      |
| 195호 |      | 제주 서귀포층 패류화석 산지 (濟州 西歸浦層 貝類化石 産地) (Shell Fossils in Seogwipo Formation, Jeju)                                                                                    | 제주 서귀포시      | 제주특별자치도지사         | 1968년 5월 23일 지정                                     |      |
| 196호 |      | 의령 서동리 함안층 빗방울 자국 (宜寧 西洞里 咸安層 빗방울 자국) (Rain Prints in Haman Formation, Seodong-ri, Uiryeong)                                                                   | 경남 의령군        | 의령군                     | 1968년 5월 23일 지정                                     |      |
| 197호 |      | 크낙새 (White-bellied Woodpecker (Dryocopus javensis)) | 기타 전국          | 기타 전국                  | 1968년 5월 31일 지정                                     | ,    |
| 198호 |      | 따오기 (Crested Ibis (Nipponia nippon)) | 기타 전국          | 기타 전국                  | 1968년 5월 31일 지정                                     | ,    |
| 199호 |      | 황새 (Oriental White Stork (Ciconia boyciana) | 기타 전국          | 조류보호협회               | 1968년 5월 31일 지정                                     | ,    |
| 200호 |      | 먹황새 (Black Stork (Ciconia nigra)) | 기타 전국          | 조류보호협회               | 1968년 5월 31일 지정                                     | ,    |

## 같이 보기
- 대한민국의 문화재
- 대한민국의 국보
- 대한민국의 보물
- 대한민국의 사적
- 대한민국의 명승
- 대한민국의 국가무형문화재
- 대한민국의 중요민속문화재

## 참고 자료
- 문화재청 - 문화재 검색